# 吴溆
吴溆（8世纪713年至730年间—783年），唐朝濮州濮阳县人，唐朝外戚、官员，唐代宗母章敬皇后吴氏之弟。
他的祖辈和父亲吴令珪都是今四川一带的县令和县丞之类的小官。姐姐吴氏因父亲犯罪而没入掖庭，后成为皇子李玙（即唐肅宗）的姬妾，生下唐代宗。宝应二年（763年），其外甥唐代宗开始大封母族，家族由此兴盛。吴溆以盛王府参军，拜开府仪同三司、太子詹事，与弟弟吴凑俱封濮阳郡公。不久，迁鸿胪少卿、金吾将军。建中初年，唐德宗以舅公吴溆为大将军。吴溆循循有礼让，无倨气矜色，见重朝廷，时以为材当所位，不自戚属者。
泾原兵变，吴溆从幸奉天，卢杞、白志贞请德宗派人诏谕朱泚。德宗问手下大臣，大家都害怕去。吴溆请命去长安，说：“陛下不以臣亡能，愿至贼中谕天子至意。”唐德宗大喜。吴溆退朝后，对人说道：“吾知死无益而决见贼者，人臣食禄死其难，所也。方危时，安得自计？且不使陛下恨下无犯难者。”朱泚已经打算当皇帝，留吴溆于客省，将他杀害。唐德宗追赠太子太傅，谥曰忠，赐其家实封二百户，一子五品正员官，弟弟吴澄、吴凑，子吴士矩。另一子朝议郎、行大理司直、临濮县开国男吴士平，有墓志。

## 延伸阅读
[在维基数据编辑]
 《舊唐書·卷183》，出自刘昫《舊唐書》
 《新唐書·卷193》，出自《新唐書》